# DOサタデー
『DOサタデー』（ドゥサタデー）は、1982年4月3日から1984年3月31日までフジテレビ系列で生放送されていた、関西テレビ製作の朝のワイドショー。司会は俳優の柳生博が務めた。

## 概要
同じ週の4月1日に開始したフジテレビ制作の『おはよう!ナイスデイ』の土曜版、そして長らく続いた『ハイ!土曜日です』の後番組として開始。前番組から引き続いてゲストとのトークが主な内容だった。スポンサーは『おはよう!ナイスデイ』と共通だった。

## レギュラー出演者
- 柳生博[1] - 司会、オープニング・エンディングやCM前など頻繁に親指を立てるサムズアップのポーズをしていた。
- 横山やすし - 番組開始から短期間で降板している。
- 桂朝丸（後の桂ざこば）
- 加賀まりこ
- 桑原征平（当時関西テレビアナウンサー） - 当初は日本全国の朝市や朝食を生中継する企画のリポーターを務めていたが、1982年7月からはスタジオ出演者になり、最終回まで番組のサブ司会を務めていた。そして次番組『モーニングスタジオ・土曜!100%』でメイン司会に抜擢された。
- 福井敏雄（当時日本気象協会職員） - 朝丸と天気予報を担当。福井の気象情報コーナーは前番組から開始し、『土曜大好き!830』まで引き継がれる。

## 主なコーナー
- 話のメイクアップ
- とれとれでっせ～征平の産地直撃～
- HIROSHIのさんるうむ
- 朝丸の天気予報

## テーマ曲
- 「ラスト・モーニング」岡林信康 - オープニングでは、日の出や動物の素材映像をバックにこの曲が流れていた。最終回のエンディングでは岡林本人がゲスト出演し、由紀さおりとともにテーマ曲を歌唱した。

## スタッフ
- プロデューサー：奥野巌
- ディレクター：山崎一彦、長嶋一郎、越智武彦、小川誠
- 構成：久世進、堀江誠二、藤永暁、寺崎要
- 制作著作：関西テレビ

## ネット局
系列は番組放送当時の系列。
| 放送対象地域   | 放送局                | 系列                                         | 備考                                 |
| -------------- | --------------------- | -------------------------------------------- | ------------------------------------ |
| 近畿広域圏     | 関西テレビ（KTV）     | フジテレビ系列                               | 製作局                               |
| 関東広域圏     | フジテレビ（CX）      | フジテレビ系列                               |                                      |
| 北海道         | 北海道文化放送（UHB） | フジテレビ系列                               |                                      |
| 宮城県         | 仙台放送（OX)         | フジテレビ系列                               |                                      |
| 秋田県         | 秋田テレビ（AKT）     | フジテレビ系列 テレビ朝日系列                |                                      |
| 山形県         | 山形テレビ（YTS）     | フジテレビ系列                               | 現在はテレビ朝日系列                 |
| 福島県         | 福島テレビ（FTV）     | フジテレビ系列                               | 1983年4月から                        |
| 新潟県         | 新潟総合テレビ（NST） | フジテレビ系列                               | 現・NST新潟総合テレビ 1983年10月から |
| 長野県         | 長野放送（NBS）       | フジテレビ系列                               |                                      |
| 静岡県         | テレビ静岡（SUT）     | フジテレビ系列                               |                                      |
| 富山県         | 富山テレビ（T34）     | フジテレビ系列                               | [ 4 ]                                |
| 石川県         | 石川テレビ（ITC）     | フジテレビ系列                               | [ 4 ]                                |
| 福井県         | 福井テレビ（FTB）     | フジテレビ系列                               | [ 4 ]                                |
| 中京広域圏     | 東海テレビ（THK）     | フジテレビ系列                               |                                      |
| 島根県・鳥取県 | 山陰中央テレビ（TSK） | フジテレビ系列                               |                                      |
| 岡山県・香川県 | 岡山放送（OHK）       | フジテレビ系列                               |                                      |
| 広島県         | テレビ新広島（TSS）   | フジテレビ系列                               |                                      |
| 山口県         | テレビ山口（TYS）     | TBS系列 フジテレビ系列                       |                                      |
| 愛媛県         | 愛媛放送（EBC）       | フジテレビ系列                               | 現：テレビ愛媛                       |
| 福岡県         | テレビ西日本（TNC）   | フジテレビ系列                               |                                      |
| 佐賀県         | サガテレビ（STS）     | フジテレビ系列                               |                                      |
| 長崎県         | テレビ長崎（KTN）     | フジテレビ系列 日本テレビ系列                |                                      |
| 熊本県         | テレビ熊本（TKU）     | フジテレビ系列 テレビ朝日系列                |                                      |
| 大分県         | テレビ大分（TOS）     | 日本テレビ系列 フジテレビ系列 テレビ朝日系列 |                                      |
| 宮崎県         | テレビ宮崎（UMK）     | 日本テレビ系列 フジテレビ系列 テレビ朝日系列 |                                      |
| 鹿児島県       | 鹿児島テレビ（KTS）   | 日本テレビ系列 フジテレビ系列                |                                      |
| 沖縄県         | 沖縄テレビ（OTV）     | フジテレビ系列                               |                                      |